# 버첼얼룩말
버첼얼룩말(Burchell's zebra)은 사바나얼룩말의 남쪽 아종이다. 그것은 영국의 탐험가이자 박물학자 윌리엄 존 버첼의 이름을 따서 지어졌다. 버첼얼룩말은 사람이 먹을 수 있도록 합법적으로 사육될 수 있는 유일한 얼룩말 아종이다.

## 물리적 특성

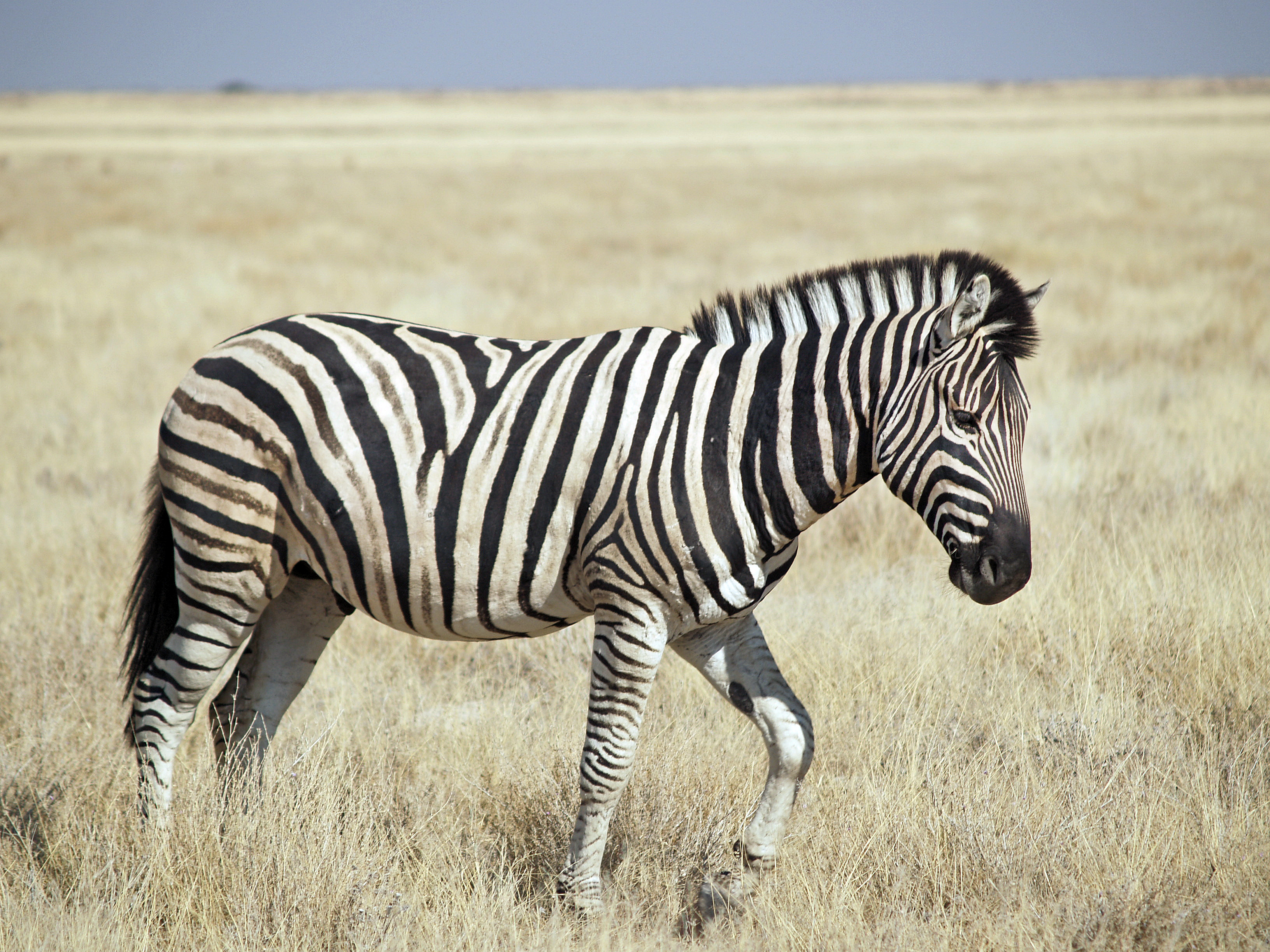
나미비아 에토샤 국립공원에 있는 수컷 버첼얼룩말

대부분의 얼룩말과 마찬가지로 암컷과 수컷은 어깨 길이가 1.1~1.4m(3.75~4.6피트)로 비교적 크기가 같다. 그들은 무게가 500에서 700파운드 사이이다. 나미비아 에토샤 국립공원의 이 아종에서 연중 관찰되는 번식은 수컷과 암컷의 시간 예산에 대한 동조화를 마무리짓는데, 이는 성적 이형성의 부족을 설명할 가능성이 있다.
버첼얼룩말은 머리, 목, 옆구리에 줄무늬가 있고, 팔다리의 윗부분에서 드문드문 내려와 흰색으로 변한다. 하나 또는 두 개의 그림자 줄무늬가 행치의 굵고 넓은 줄무늬 사이에 있다. 이러한 주요 특징들은 버첼얼룩말을 다른 아종과 구분짓게 한다. 그레이(1824년)는 뚜렷한 등줄기를 관찰했고, 꼬리는 끝부분만 뻣뻣하며, 몸은 뚜렷하게 희다. 등줄기는 좁고 뒷부분이 점차 넓어지며, 양쪽이 흰색으로 뚜렷하게 구분된다.

## 행동

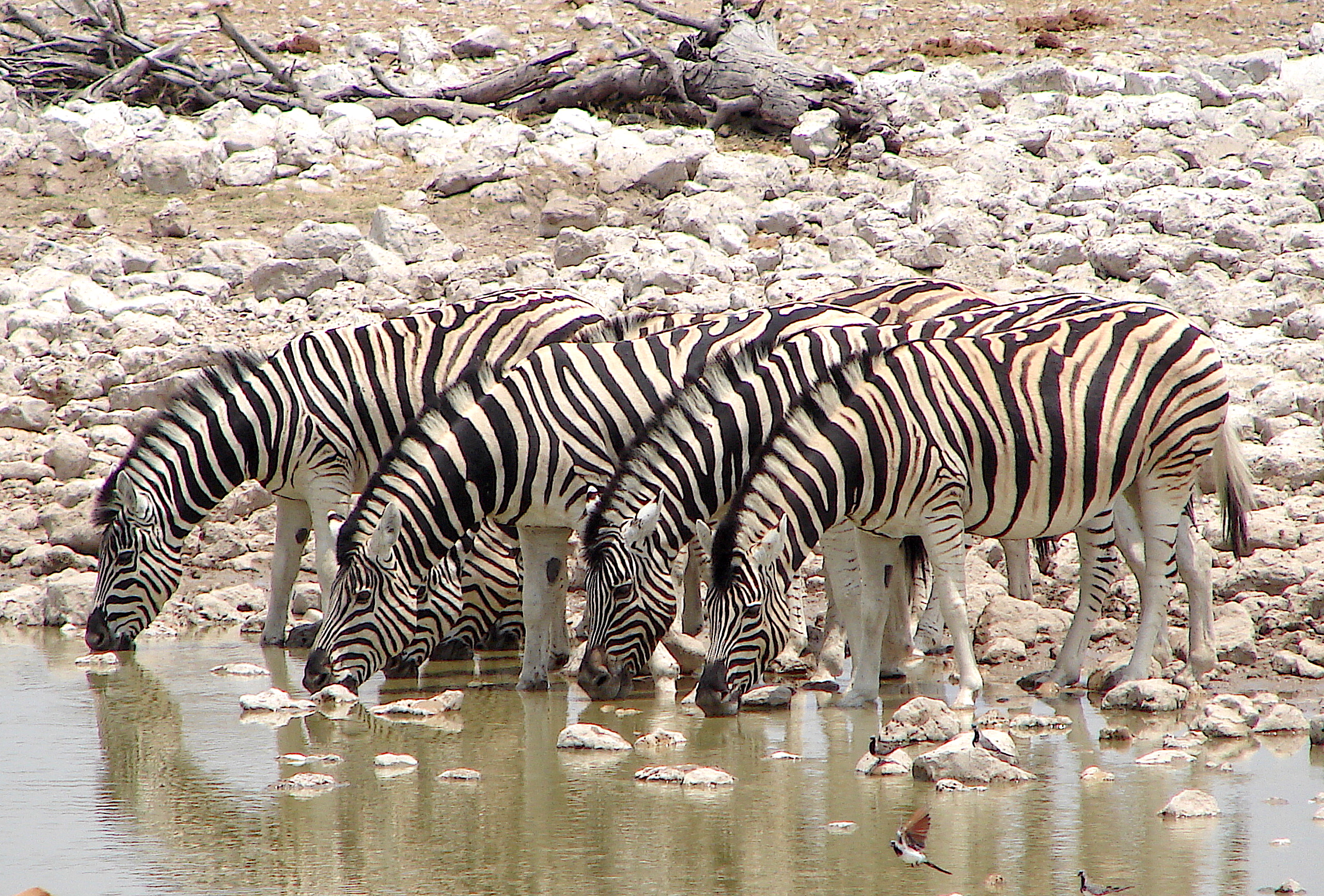
에토샤 국립공원의 물웅덩이에서 물을 마시고 있는 버첼얼룩말

대부분의 얼룩말처럼, 버첼은 작은 가족 단위로 산다. 이들은 암말 1마리와 암말 1~6마리로 구성된 암말 집단, 미부착 종마 2~8마리로 구성된 총각 집단으로 구성될 수 있다. 총각 무리의 수컷은 도전자들로부터 암컷 집단에 대한 번식권을 방어할 만큼 경험이 없거나 충분히 강하지 않기 때문에 종종 개체군의 어린 종이나 나이 든 종마들이다. 이 작은 무리들은 종종 물과 식량 공급원을 중심으로 큰 무리로 모이지만, 여전히 개체군 모임에서 가족 단위로서의 정체성을 유지한다.

## 멸종된 하위 개체군

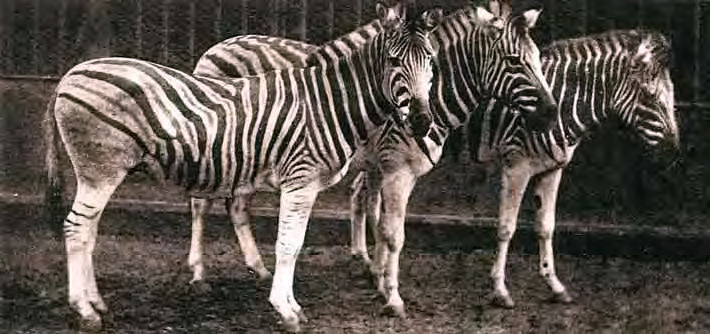
1886년 멸종된 개체군 표본

다른 얼룩말들과 마찬가지로, 버첼얼룩말들도 아프리카 평원에 엄청난 숫자로 서식했을 것이다. 수천명의 연합이 보고되었다. 야생의 무리들은 1910년까지 사라진 것으로 생각되었고, 마지막으로 알려진 포획된 개체들은 1918년 베를린 동물원에서 죽었다. 유럽인들의 정착지가 곶에서 식민지 남부 로디지아까지 퍼져나가면서, 이 아종은 사냥되어 멸종된 것으로 생각되었다.